# Singrist
 Singrist (en alsacià Sínggerísch) és un antic municipi i actual municipi delegat francès, situat a la regió del Gran Est, al departament del Baix Rin. L'any 2004 tenia 334 habitants. Limita al nord amb Marmoutier, al nord-est amb Reutenbourg, a l'est amb Jetterswiller, al sud-est amb Crastatt, al sud amb Romanswiller i Allenwiller, al sud-oest amb Salenthal i a l'oest amb Dimbsthal.
A finals del 2015 es va unir als municipis de Birkenwald, Salenthal i Allenwiller i crear Sommerau.

## Demografia
| 1962 | 1968 | 1975 | 1982 | 1990 | 1999 |
| ---- | ---- | ---- | ---- | ---- | ---- |
| 266  | 278  | 296  | 318  | 319  | 329  |

## Administració
| Període | Identitat      | Partit |
| ------- | -------------- | ------ |
| 2001-   | Richard Diemer |        |